# Scandale Trump-Raffensperger

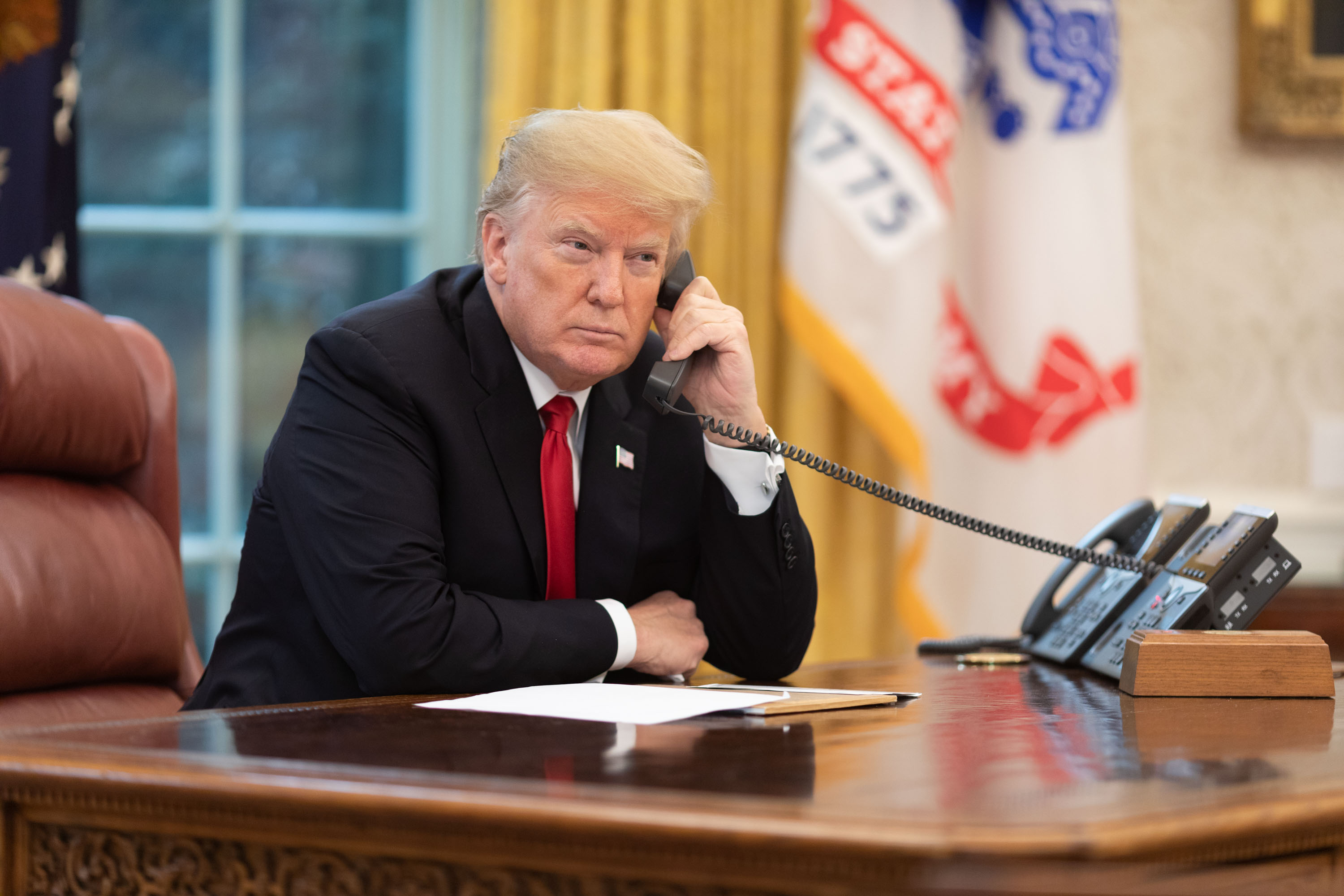
Le président Donald Trump au téléphone dans le bureau ovale de la Maison-Blanche (ici photographié en novembre 2018).

Le scandale Trump-Raffensperger (en anglais Trump-Raffensperger Scandal) désigne une conférence téléphonique d'une heure, tenue à l'initiative du président américain Donald Trump le 2 janvier 2021, durant laquelle il a fait pression sur le secrétaire d'État de Géorgie, Brad Raffensperger, afin que ce dernier annule les résultats dans son État de l'élection présidentielle américaine de 2020, en invoquant des allégations de fraude.
Donald Trump venait d'être battu par Joe Biden lors de l'élection, mais il a lancé une campagne sans précédent pour contester et renverser les résultats des votes, notamment en affirmant qu'ils avaient été massivement truqués. L'appel téléphonique de Trump à Raffensperger a été rapporté pour la première fois par le Washington Post puis par d'autres médias le lendemain de son déroulement,,.
Selon l'enregistrement publiquement disponible de cet appel, et selon les rapports de plusieurs agences de presse, Trump aurait tenté de faire pression sur le secrétaire de cet État pour qu'il « lui trouve des votes », bien qu'il lui ait été répété à plusieurs reprises qu'il n'y avait pas d'erreur électorale. 
Les efforts répétés de Trump pour convaincre le secrétaire de trouver un moyen pour renverser les résultats des élections ont été perçus comme menaçants. À un moment donné, Trump a dit à Raffensperger : « Ce que je veux faire, c'est ceci. Je veux juste trouver 11 780 votes, soit un de plus que [la marge de défaite de 11 779 voix] que nous avons, parce que nous avons gagné l'État ». Durant l'appel, Trump a suggéré que Raffensperger aurait pu commettre une infraction pénale.
Des experts juridiques ont suggéré que le comportement et les demandes de Trump ont pu violer les lois fédérales et étatiques. Malgré son grand retentissement au moment de sa sortie, cette affaire est relativement éclipsée dans les jours suivants par l'assaut du Capitole par des partisans de Trump, qui marque l'apogée des tensions liées à ces contestations.

## Contextualisation
Lors de l'élection présidentielle américaine de 2020, l'ancien vice-président des États-Unis Joe Biden a battu le président sortant Donald Trump, en partie grâce à une victoire d'une courte tête sur Trump dans l'État de Géorgie, un État qui depuis 1992 avait majoritairement voté pour les républicains.
Néanmoins, après l'élection, Trump et une partie de son équipe de campagne ont montré des vidéos et des temoignages sous serment de fraude électorale, documents infirmées par les vérificateurs de faits, les experts en sécurité électorale et les tribunaux. 
Presque toutes les contestations juridiques de Trump contre les résultats des élections ont échoué, mais il a continué, à plusieurs reprises, de refuser d'accepter le résultat de l'élection.

Des vérifications et des recomptages manuels ont été demandés et faits. Ils ont finalement conclu à l'absence de toute preuve de fraude électorale généralisée qui aurait pu significativement modifier les résultats,. Biden a été officiellement confirmé vainqueur de la Géorgie le 19 novembre 2020.
En novembre et en décembre, alors que ses recours judiciaires avaient été rejetés à plusieurs reprises par les tribunaux pour manque de preuves, Donald Trump prit personnellement contact avec des responsables républicains locaux et étatiques dans au moins trois États (Michigan, Pennsylvanie et Géorgie). Le président des États-Unis a parlé (en présentiel, par téléphone ou en téléconférence sur Zoom selon les cas) aux législateurs des États (responsables de l'organisation des scrutins dans leurs États respectifs), aux procureurs généraux des États et aux gouverneurs, faisant pression sur eux pour qu'ils annulent les résultats des élections dans leurs États en recomptant les votes et en rejetant certains des bulletins de vote et/ou en demandant à la législature de l'État de remplacer les membres démocrates élus pour l'État au Collège électoral par une liste d'électeurs républicains choisis par la législature de l'État,. Trump s'est ainsi entretenu à plusieurs reprises avec Brian Kemp, le gouverneur de Géorgie, et son secrétaire d'État Brad Raffensperger (tous deux républicains, tous deux ayant soutenu Trump durant l'élection). Il a insisté pour qu'ils inversent les résultats des élections en Géorgie, les a menacés de représailles politiques quand ils ne l'ont pas fait, puis face à leurs refus les a vivement critiqués dans des discours et des tweets (il a par exemple tweeté que l'« obstructionniste » Kemp devrait démissionner). Selon la presse républicaine, des juges ont refusé de voir des éléments tangibles de fraude, tandis que selon la presse démocrate, les juges n'ont pas obtenu de preuves suffisantes de fraude.

## La conversation enregistrée
En Géorgie, comme dans l'État de Washington, il est légal d'enregistrer une conversation s'il y a consentement de l'une des deux parties (ce qui n'aurait pas été le cas en Californie).
La conférence téléphonique s'est déroulée le 2 janvier 2021. Trump a appelé par téléphone, durant une heure environ, Brad Raffensperger qui, comme secrétaire d'État de la Géorgie, était responsable de l'organisation des votes dans cet État,. 
Trump était alors entouré de son chef de cabinet Mark Meadows, du conseiller au Commerce Peter Navarro, d'un membre du ministère de la Justice, John Lott Jr., du professeur de droit John Eastman et de ses avocats Rudy Giuliani, Cleta Mitchell, Kurt Hilbert et un certain Alex (dont on apprendra plus tard qu'il s'agit d'Alex B. Kaufman). 
Au bout du fil, de l'autre côté, Brad Raffensperger a été rejoint par son avocat général Ryan Germany.
Le 3 janvier, le Washington Post a obtenu un enregistrement de cette conversation téléphonique.
Lors de cet appel téléphonique, Trump a affirmé qu'il avait gagné la Géorgie par « des centaines de milliers de voix », insistant sur le fait que les résultats certifiés des élections étaient faux. 
Il a déclaré que Raffensperger devrait « réévaluer » les résultats de l'élection, citant une variété de théories du complot relative au vote dans l'État de Géorgie.
Raffensperger, en réponse, a affirmé que les résultats des élections dans cet État étaient corrects et légitimes, et que Trump « s'était trompé dans ses données ».
Lors de ses tentatives pour faire pression sur Raffensperger pour qu'il modifie les résultats des élections, Trump a déclaré : « Je veux juste trouver 11 780 voix », le nombre nécessaire pour surmonter l'avantage de Biden en Géorgie (qui était de 11 779 voix). Trump a également tenté d'intimider Raffensperger, laissant entendre que ce dernier et son avocat pourraient faire face à une éventuelle enquête criminelle. Trump a dit: « Vous savez, c'est une infraction pénale. Et vous savez, vous ne pouvez pas laisser cela se produire. C'est un gros risque pour vous ».
Après l'appel de la Géorgie, Trump et son équipe ont parlé (sur Zoom) avec des responsables de l'Arizona, du Michigan, de la Pennsylvanie et du Wisconsin.

## Enquête
Des experts juridiques ont déclaré que cette tentative de Trump de faire pression sur Raffensperger aurait pu violer la loi électorale, y compris les lois fédérales et étatiques contre la sollicitation de fraude électorale ou l'ingérence dans les élections,.

Edward B. Foley, spécialiste en droit électoral, a qualifié la conduite de Trump d' « inappropriée et méprisable », et le directeur exécutif de l'ONG Citizens for Responsibility and Ethics in Washington (en) a estimé que la tentative de Trump revenait à « truquer une élection présidentielle ».
Selon The Guardian, Trump aurait pu commettre un crime en exerçant ce type de pression sur le secrétaire d'État, car il aurait pu « tenter sciemment de contraindre des fonctionnaires de l'État à corrompre l'intégrité de l'élection », comme le prétend le professeur de droit constitutionnel Richard Pildes (en),.
Michael Bromwich (en) estime que Trump a ainsi peut-être violé le titre 52 du Code des États-Unis en disant « Je veux juste trouver 11 780 votes », comme le rapporte The Guardian ; selon NBC l'appel de Trump au secrétaire d'État pourrait justifier une enquête sur d'éventuels conflits d'intérêts.
Le site d’information juridique en ligne Above the Law a fait savoir qu'un des avocats de l'équipe de Trump, présents lors de la conversation, qui n'avait été présenté que par son prénom et comme l'un des « avocats représentant le président », est Alex B. Kaufman, du cabinet juridique de Philadelphie Fox Rothschild. Il ne s'était pas exprimé durant toute la réunion. Il a démissionné de Fox Rothschild (de même que son père, Robert J. Kaufman, qui travaillait dans ce cabinet depuis 2 ans) après que sa présence lors de la conférence téléphonique a été rendue publique. Fox Rothschild a expliqué avoir une politique interne permettant à ses avocats « de se présenter à des fonctions publiques ou de participer en tant qu'individus à des activités politiques », mais leur interdisant « de représenter en tant que conseil toute personne participant aux efforts de contestation de l'élection présidentielle de 2020 ».

Alex B. Kaufman s'est expliqué ainsi (par écrit) : « À titre personnel, je fournis des conseils juridiques aux partis républicains locaux et aux autres parties prenantes. J'étais à l'appel au cas où il serait question d'un accord de règlement qui aurait une incidence sur mes responsabilités. À mon avis, cet appel ne couvrait pas les questions sur lesquelles je pouvais peser et, par conséquent, je n'ai joué aucun rôle dans la conversation ».

Selon Fox Rothschild : « Ni Alex Kaufman, ni Fox Rothschild ne représentent le président ou son équipe de campagne ». Kaufman connait la Géorgie. Il y a été avocat au bureau du conseil exécutif du gouverneur républicain de Géorgie Sonny Perdue (cousin du sénateur David Perdue R-GA).
Kaufman a aussi antérieurement été procureur de Géorgie, et pour le Congrès et le département d'État. Fox Rothschild a aussi précisé à Above the Law que Kaufman, à titre individuel, est avocat général du Parti républicain du comté de Fulton (qui comprend la ville d'Atlanta), et qu'il est aussi l'avocat général adjoint du Parti républicain de Géorgie,.

### Au niveau fédéral
Le 4 janvier, les dirigeants démocrates du Congrès des États-Unis, estimant que Trump « s'était livré à des sollicitations ou à une conspiration visant à commettre un certain nombre de crimes électoraux », ont demandé au FBI d'enquêter sur l'incident.
De plus, alors que certains républicains de la Chambre des représentants tentaient de défendre l'appel de Trump au secrétaire d'État à la Géorgie, les démocrates ont commencé à rédiger une motion de censure.

### Au niveau de la Géorgie
Le procureur du district du comté de Fulton en Géorgie, Fani T. Willis, déclara dans un communiqué le lundi suivant qu'elle avait trouvé l'appel téléphonique avec Trump et Raffensperger « dérangeant » et dit qu'une personne nommée comme démocrate par la commission électorale de l'État avait demandé à la Division des élections du secrétaire de l'État d'enquêter sur l'appel, après que le Conseil soumettrait l'affaire au bureau et au procureur général de l'État. Une fois l'enquête terminée, l'affaire sera renvoyée au bureau du procureur.

## Réactions

### Réactions de Raffensberger et son équipe
Brad Raffensperger a tweeté que « Respectueusement, Président Trump, ce que vous dites est faux, la vérité se fera connaitre » à propos de cet évènement.
Le 4 janvier, Raffensperger a confirmé avoir eu cette conversation téléphonique lors d'une interview diffusée sur l'émission matinale d'ABC Good Morning America. Il a dit: « Je ne suis pas avocat. Tout ce que je sais, c'est que nous allons suivre la loi, suivre le processus. La vérité compte. Et nous combattons ces rumeurs depuis deux mois ».
Le lendemain de la divulgation de l'appel de Donald Trump, le responsable républicain de la mise en œuvre du système de vote de la Géorgie, Gabriel Sterling, a vivement réfuté les allégations de fraude électorale soutenues par Trump lors de cet entretien téléphonique. Lors d'une conférence de presse avec Raffensberger, il a énuméré et démystifié plusieurs affirmations fausses de Trump et de ses alliés selon lesquelles des milliers d'adolescents, des personnes décédées et des citoyens non enregistrés avaient voté, ainsi qu'une vidéo trompeuse ayant été distribuée montrant prétendument de faux bulletins de vote, supposés secrètement récupérés dans des valises. Sterling a déclaré: « L'équipe juridique du président Trump avait la totalité de la bande, elle a regardé la totalité de la bande et, de notre point de vue, a intentionnellement induit en erreur le Sénat de l'État, les électeurs et le peuple des États-Unis à ce sujet. C'était intentionnel. C'était évident. Et quiconque regarde ça le sait »,,.

### Réactions des médias
Selon le Washington Post, il est « extraordinaire » qu'un président américain en exercice tente de faire pression sur un secrétaire d'un État américain pour qu'il change les votes de son État.
Carl Bernstein, l'un des journalistes d'investigation qui a révélé le scandale du Watergate en 1974, a déclaré que les allégations étaient « bien pires que le Watergate » et a qualifié l'enregistrement de l'appel téléphonique d'« ultime cassette brûlante ». Le représentant américain Hank Johnson a qualifié l'intervention de Trump de « violation de la loi fédérale et étatique », tandis que le sénateur Dick Durbin a déclaré que cela « ne méritait rien de moins qu'une enquête criminelle ».

### Réactions de démocrates
Les démocrates ont largement condamné la conduite de Trump. Les démocrates de la Chambre des représentants auraient rédigé une motion (résolution) de censure. David Worley, le député démocrate nommé au Conseil des élections de l'État et ancien président du Parti démocrate de Géorgie, a appelé à une enquête criminelle sur les actions de Trump, affirmant que Trump avait sollicité une fraude électorale, ce qui est une violation de la loi de l'État,. La vice-présidente élue Kamala Harris, ainsi que le représentant Adam Schiff (le procureur en chef du procès de destitution de Trump) ont déclaré que la tentative de Trump de faire pression sur Raffensperger était un abus de pouvoir, Dick Durbin, le second démocrate le plus haut « gradé » du Sénat, a appelé à une enquête criminelle. 

Le 4 janvier 2021, les représentants démocrates américains Ted Lieu et Kathleen Rice ont envoyé une lettre au directeur du FBI Christopher Wray lui demandant d'ouvrir une enquête criminelle sur l'incident, écrivant qu'ils pensaient que Trump avait sollicité, ou conspiré pour commettre « un certain nombre de crimes électoraux ». Plus de 90 démocrates de la Chambre soutiennent une résolution de censure formelle, introduite par le représentant Hank Johnson de Géorgie, pour « censurer et condamner » Trump pour avoir « abusé du pouvoir de son bureau en menaçant un élu de conséquences en termes de poursuites criminelles s'il ne répondait pas aux fausses allégations du président » et pour avoir tenté « de priver volontairement les citoyens géorgiens d'un processus électoral juste et impartial, en violation directe » des lois fédérales et étatiques,. Certains démocrates du Congrès ont qualifié la conduite de Trump d'infraction justifiant une procédure d'impeachment.

### Réactions de républicains
Du côté des républicains, c'est-à-dire du camp de Donald Trump, certains grands élus de la Chambre et du Sénat ont aussi condamné la conduite de Trump,, mais aucun n'a décrit cette conduite comme étant une infraction criminelle ou impardonnable.

Le sénateur républicain Pat Toomey (qui ne cherche pas à être réélu en 2022), a qualifié cette action de D. Trump de « nouveau creux dans tout cet épisode futile et triste » et a félicité « les responsables électoraux républicains de tout le pays qui se sont acquittés de leurs fonctions avec intégrité au cours des deux derniers mois tout en subissant les pressions implacables, désinformations et attaques du président et de sa campagne ».
D'autres républicains du Congrès ont plutôt soutenu Trump, dont le chef de la minorité à la Chambre Kevin McCarthy et le sénateur géorgien David Perdue, qui a déclaré sur Fox News dans une interview qu'il pense que publier l'enregistrement de l'appel était « répugnant ».

### Réactions de juristes
Ce scandale a suscité l'indignation dans les cercles juridiques, faisant que de nombreux avocats estiment qu'il doit y avoir des conséquences légales, étatiques et/ou fédérales, pour éviter que de telles dérives soient possibles à l'avenir.